# Pat Schafhauser
Pat Schafhauser (Saint Paul, 27 luglio 1971) è un ex hockeista su ghiaccio statunitense con cittadinanza svizzera professionista che giocava nel ruolo di difensore. Giocava nel campionato svizzero, dapprima vestendo la maglia dello Zugo e successivamente del Lugano.

## Carriera
Nato a Saint Paul, in Minnesota, Schafhauser viene selezionato come 142° scelta assoluta dai Pittsburgh Penguins all'NHL Entry Draft del 1989. Tuttavia, nel massimo campionato nordamericano non giocherà mai, poiché dopo due anni spesi con i Boston College Eagles in NCAA si trasferisce in Svizzera. Qui milita nel massimo campionato elvetico, prima nell'EV Zug per tre stagioni, e in seguito nelle file dell'HC Lugano. Durante la sua seconda stagione con i colori ticinesi (durante la quale segna la sua unica rete in maglia bianconera proprio contro i suoi ex compagni dell'EV Zug), Schafhauser rimane vittima di un grave infortunio di gioco: nella partita del 5 dicembre 1995, giocata in trasferta a Davos, il difensore statunitense sbatte violentemente il capo contro la balaustra, lesionandosi il midollo spinale. L'infortunio mette fine alla sua carriera e lo costringe sulla sedia a rotelle. L'HC Lugano con un'iniziativa crea in seguito la Fondazione Pat Schafhauser, un fondo per gli infortuni di gioco. Schafhauser dirà in seguito in un'intervista della televisione svizzera-tedesca: "Ho impiegato più di un anno per accettare che la mia paralisi era definitiva, e che la mia vita non sarebbe migliorata". L'HC Lugano ha ritirato la maglia n°4 di Pat Schafhauser il 22 febbraio 2004, in una cerimonia dove sono stati ritirati anche il numero 1° di Alfio Molina e il numero 2° di Sandro Bertaggia. Schafhauser, senza celare la commozione, era presente in collegamento satellitare da Minneapolis per assistere all'evento.

## Statistiche

### Club
|           |                |      | Regular Season | Regular Season | Regular Season | Regular Season | Regular Season | Playoff | Playoff | Playoff | Playoff | Playoff |
| Stagione  | Squadra        | Lega | P              | G              | A              | Pt.            | PIM            | P       | G       | A       | Pt.     | PIM     |
| --------- | -------------- | ---- | -------------- | -------------- | -------------- | -------------- | -------------- | ------- | ------- | ------- | ------- | ------- |
| 1989-1990 | Boston College | NCAA | 39             | 1              | 6              | 7              | 30             |         |         |         |         |         |
| 1990-1991 | Boston College | NCAA | 18             | 1              | 2              | 3              | 8              |         |         |         |         |         |
| 1991-1992 | Zug            | NLA  | 34             | 1              | 1              | 2              | 16             | 5       | 0       | 1       | 1       | 2       |
| 1992-1993 | Zug            | NLA  | 36             | 3              | 4              | 7              | 22             | 5       | 0       | 0       | 0       | 4       |
| 1993-1994 | Zug            | NLA  | 36             | 3              | 4              | 7              | 16             | 9       | 0       | 0       | 0       | 8       |
| 1994-1995 | Lugano         | NLA  | 36             | 0              | 3              | 3              | 42             | 5       | 0       | 0       | 0       | 2       |
| 1995-1996 | Lugano         | NLA  | 21             | 1              | 1              | 2              | 14             |         |         |         |         |         |